# Gundestrupskitteln

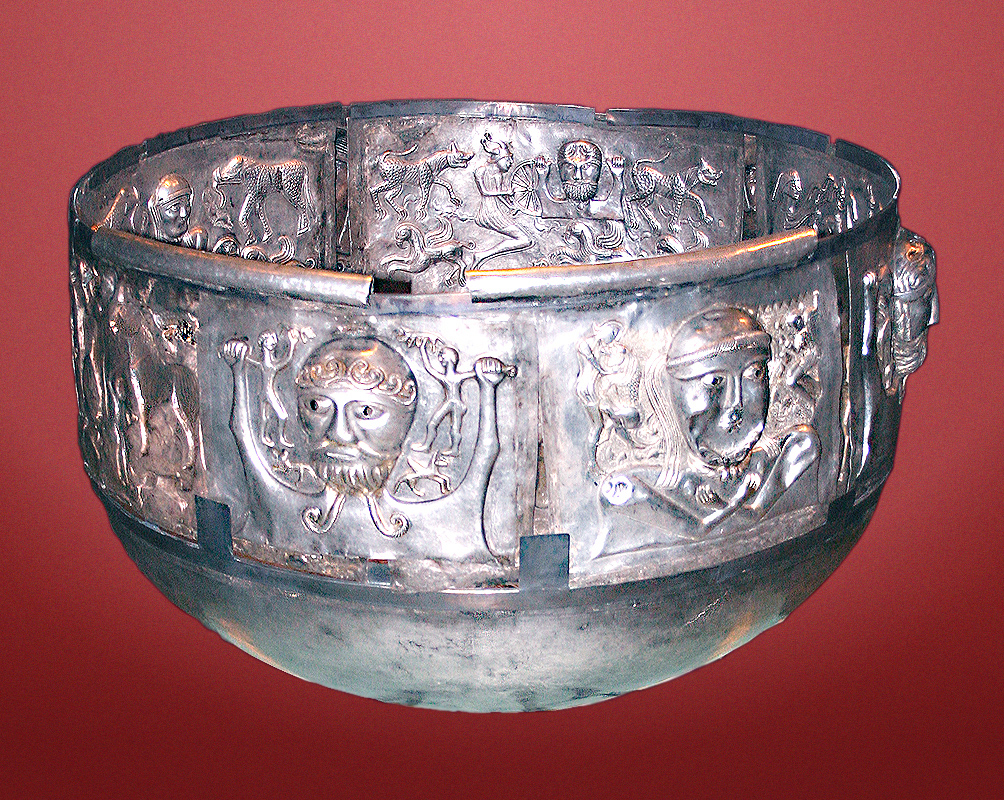
Bild på Gundestrupkitteln

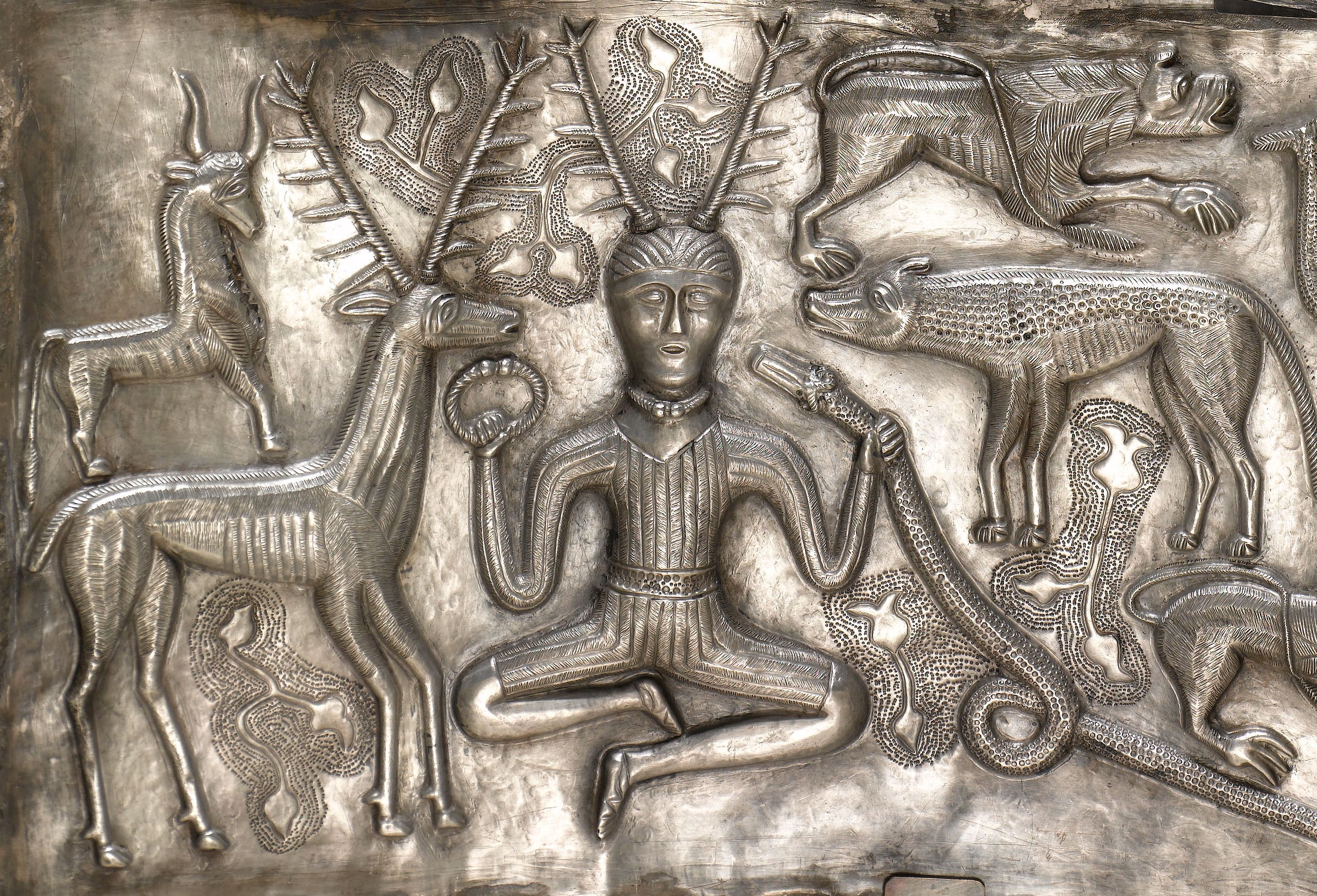
Cernunnos avbildad på Gundestrupskitteln.

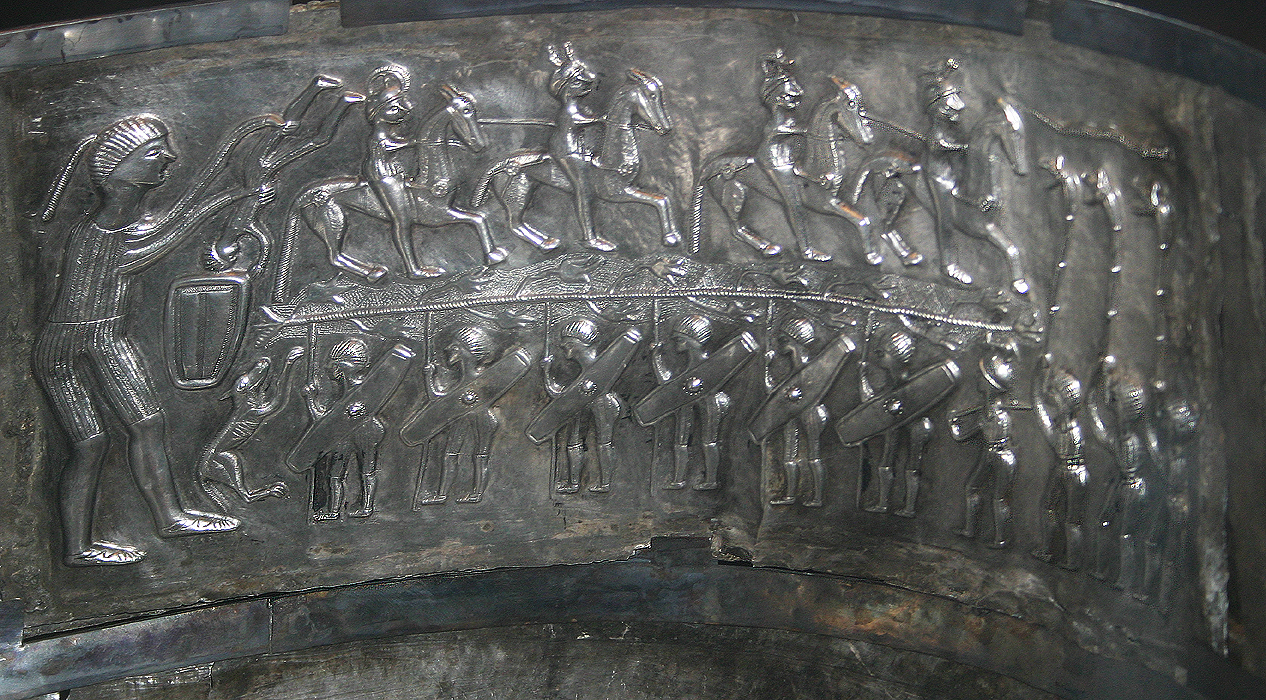
Krigare och tre carnyxspelare (längst till höger).

Gundestrupkitteln är ett offerfynd, en silverkittel med 13 reliefplattor som en gång varit sammanfogade. Kitteln har en diameter av nära en meter och blev hittad i samband med torvtäktsarbete i Rævemose vid Gundestrup 1891 i norra Jylland, Danmark. Fyndet är ett av de mest storslagna importföremålen i Skandinavien från det keltiska området under förromersk-, romersk järnålder.
På plattorna finns över 100 reliefbilder på olika föremål och djur- och människofigurer. Många av motiven återfinns också på hällristningar i form av bland annat vagnshjul, ormar, lurblåsare och människor i procession.
Gundestrupskittelns utsmyckning liknar i mångt och mycket en rad keltiska gudar och gudinnor. Man tycker sig ha kunnat tyda bland annat gudarna:
- Cernunnos; den behornade, (figuren bär hjorthorn och håller en halsring i ena handen och en orm i den andra). Dock är inte mycket känt om Cernunnos, men han finns gestaltad på många konst- och kulturföremål, eftersom han då ofta är omgiven av djur antar man att han kan ha varit en slags djurens konung.
- Taranis; hjulets gud, som förknippades med föränderlighet och omväxlingar.

Utöver kittelns religiösa innehåll framstår den med den tidens klädedräkter, vapen, smycken och hela föreställningsvärlden för den förromerske eller germanske mannen och kvinnan.
Kittelns motiv har även påverkats av den hellenistiska och etruskiska föreställningsvärlden, vilket kan tyda på starka band med de östra medelhavsländerna.
Gundestrupkitteln kan dateras till mellan cirka 300 f.Kr.–300 e.Kr., det vill säga till tiden för förromersk järnålder eller romersk järnålder.
Idag står kitteln på det danska Nationalmuseet i Köpenhamn.